# ピョートル・ヴィトゲンシュテイン
ピョートル・フリスティアーノヴィチ・ヴィートゲンシュテイン（ロシア語: Пётр Христиа́нович Ви́тгенштейн, 1769年1月17日(OS.1月6日) ペレヤスラフ - 1843年6月11日 レンベルク）は、ロシア帝国の将軍、陸軍元帥。ドイツの帝国伯（後にシュタンデスヘル）でもあり、1834年にはプロイセンのザイン＝ヴィトゲンシュタイン＝ルートヴィヒスブルク侯（Fürst zu Sayn-Wittgenstein-Ludwigsburg）の称号を受けた。ドイツ名はルートヴィヒ・アドルフ・ペーター・ツー・ザイン＝ヴィトゲンシュタイン＝ルートヴィヒスブルク（ドイツ語: Ludwig Adolf Peter zu Sayn-Wittgenstein-Ludwigsburg）。

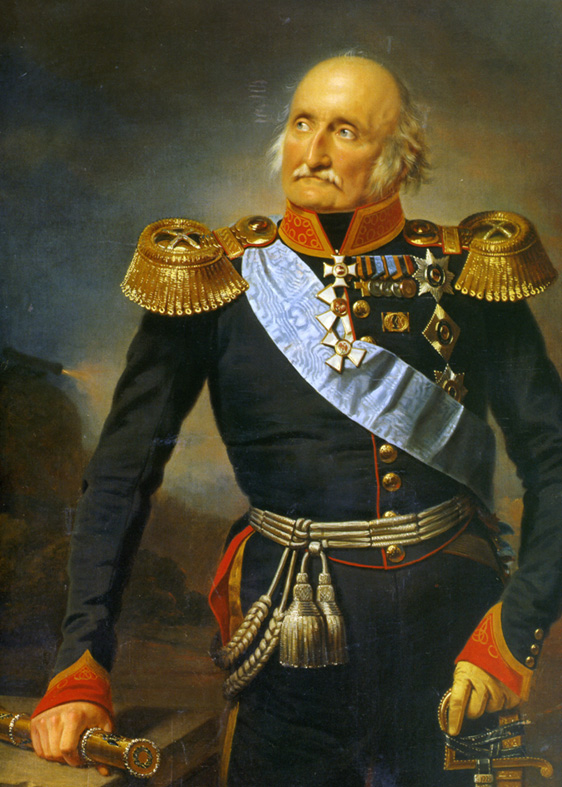
フランツ・クリューガーによる肖像画

## 生涯
ザイン＝ヴィトゲンシュタイン家の一員でロシア軍人のザイン＝ヴィトゲンシュタイン＝ルートヴィヒスブルク伯クリスティアンと、その最初の妻のフィンク・フォン・フィンケンシュタイン伯爵夫人アマーリエの間に生まれた。1798年6月27日にポーランド貴族のアントニア・スナルスカ伯爵夫人と結婚し、間に11人の子女をもうけている。
1793年にウクライナ軽騎兵連隊所属の少佐となり、コシチュシュコ蜂起の鎮圧作戦に従軍した。1798年に大佐、翌1799年に少将に昇進し、1800年にはマリウポルスキ驃騎兵連隊の連隊長に就任する。1805年にはアウステルリッツの戦い、1806年にはトルコとの戦争、1807年にはフリートラントの戦い、およびフィンランドをめぐるスウェーデンとの戦争に参加した。
1812年の祖国戦争ではロシア軍の右翼軍の司令官となり、第1次および第2次ポロツクの戦いを指揮した。ベレジナの戦いではプロイセン軍のヨルク・フォン・ヴァルテンブルク将軍の麾下に合流して戦った。1813年初頭から、病気がちのミハイル・クトゥーゾフ将軍に代わってロシア軍の指揮を執るようになり、リュッツェンの戦いおよびバウツェンの戦いで采配を振るった。しかし同年4月の遠征に失敗すると、左遷されてドレスデンの戦いやライプツィヒの戦いでは軍団を指揮するに留まった。1814年の戦役ではカール・フィリップ・ツー・シュヴァルツェンベルク将軍の下で対仏大同盟軍の第6軍を指揮したが、バール＝シュル＝オーブの戦いでは重傷を負っている。
1823年に長年の軍功を認められて陸軍元帥に昇格した。1828年の露土戦争ではロシア軍の最高司令官に任命されたが、高齢のために辞退・引退を余儀なくされた。1834年にはプロイセン王国によりザイン＝ヴィトゲンシュタイン＝ルートヴィヒスブルク侯に昇叙された。1843年に死去し、家督と財産は長男のレフ・ペトロヴィチが相続した。